# Dead Wrong
«Dead Wrong» es una canción de The Notorious B.I.G. de su tercer álbum Born Again. Cuenta con la colaboración del rapero Eminem y fue lanzada como sencillo después de su muerte en 1997. Alcanzó el número #39 en la lista Billboard Hot R&B/Hip-Hop Songs. Al ser lanzada comercialmente, la mayoría de sus letras fueron censuradas y muchos fanes preguntaron por qué esta canción fue lanzada como sencillo. Esta es un remix de la versión original producido por Easy Mo Bee. La versión original fue lanzada en Mister Cee's Best of Biggie 10th Anniversary Mixtape, y muestra a Biggie rapear un segundo verso suplente sin Eminem.
Dos líneas se redujeron desde el final del segundo verso de BIG debido a su muerte. Ellos fueron: "I'm hard, Jehovah said I'm barred from the pearly gates/Fuck him, I didn't wanna go to heaven anyway". (Soy duro, dijo Jehová, soy excluido de las puertas del cielo/¡A la mierda, yo no quería ir al cielo de todos modos!."

## Canciones incluidas en el sencillo

### 12 inch
Lado A
1. «Dead Wrong» (Radio Mix) (3:52)
2. «Dead Wrong» (Instrumental) (3:52)

Lado B
1. «Dead Wrong» (Club Mix) (3:52)
2. «Dead Wrong» (Instrumental) (3:52)

## Video musical
El video es muy similar al éxito póstumo de 2Pac "Changes", también publicado en 1999, debido a que muestra clips de Biggie tocando en vivo, en entrevistas, clips de música e imágenes de él. En el video, el verso de Eminem es cortado.